# Miquel-Àngel Casasnovas i Camps
Miquel Àngel Casasnovas Camps (Ciutadella de Menorca, 25 d'agost de 1964) és historiador i professor. Llicenciat en Geografia i Història i Doctor en Història per la UIB (2001). Des del 2011 és el director de l'IES Josep Maria Quadrado de Ciutadella. Ha impartit diversos seminaris a la Facultat de Filosofia i Lletres de la UIB i a l'extensió de la UIB a Menorca. També ha estat professor associat d'història i institucions econòmiques de la UIB entre 1998 i 2000. És vicepresident del Cercle d'Economia de Menorca i, des del 2013, president de la Fundació Enciclopèdia de Menorca i director científic de la mateixa. És membre de l'Institut Menorquí d'Estudis i d'altres institucions i entitats de caràcter científic. Casat amb Maria del Pilar Florit Navarro, d'aquest matrimoni han sorgit dos fills: Clara i Francesc
El 1999 va guanyar el premi l'OCB, amb el seu llibre Història de les Illes Balears.

## Obra publicada
Ha publicat uns 150 de treballs entre llibres, participacions en obres col·lectives i articles. Cal destacar els llibres següents:
- Història de les Illes Balears (Moll, 1998). Segona edició revisada i molt ampliada (Moll, 2007).
- L'economia menorquina en el segle xix (1802-1914) (Documenta Balear, 1998).
- Història II. De la conquesta cristiana a la Guerra de Successió, de l'Enciclopèdia de Menorca, tom X (Obra Cultural de Menorca, 2000).
- Biblioteques, llibres i lectors. La cultura a Menorca entre la Contrareforma i el Barroc (2001)
- Història de Menorca (Moll, 2005[4]). Segona edició actualitzada (Institució Francesc de Borja Moll, 2016).
- L'economia balear (1898-1929) (Documenta Balear, 2005).
- 1558. De Menorca a Istanbul. El saqueig turc de Ciutadella (Ajuntament de Ciutadella, 2010). En col·laboració amb Florenci Sastre Portella.
- Història III, volum 1. De la Menorca britànica a la consolidació del règim liberal (1713-1854), de l'Enciclopèdia de Menorca, tom XI (Obra Cultural de Menorca, 2011)
- El crac de 1911. Una crisi financera a la Menorca de l'inici del segle XX (S'Auba, 2012).